# Lancaster County Courthouse
La Lancaster County Courthouse est un palais de justice américain situé à Lancaster, dans le comté de Lancaster, en Caroline du Sud. Elle est inscrite au Registre national des lieux historiques depuis le 24 février 1971 et est classée National Historic Landmark depuis le 7 novembre 1973.